# جائزة أذربيجان الكبرى
جائزة أذربيجان الكبرى (بالأذرية: Azərbaycan Qran Prisi)‏ ( (بالأذرية: Azərbaycan Qran Prisi)‏ ) هو سباق سيارات فورمولا 1 أقيم لأول مرة في عام 2017 .   يقام على حلبة مدينة باكو ، في باكو ، عاصمة أذربيجان .

## الأسم الرسمي
- 2017-2018: سباق الجائزة الكبرى لأذربيجان (بدون راعي رسمي) [3] [4]
- 2019: جائزة أذربيجان الكبرى SOCAR [5]

## الفائزون

### الفرق
| الفوز | الفريق | فاز سنوات  |
| ----- | ------ | ---------- |
| 2     | مرسيدس | 2018 و2019 |

### مصنعي المحركات
| الفوز | الصانع | سنوات الفوز |
| ----- | ------ | ----------- |
| 2     | مرسيدس | 2018 و2019  |

### سنويا
| عام  | سائق           | الفريق                 | الموقع          | التقرير |
| ---- | -------------- | ---------------------- | --------------- | ------- |
| 2017 | دانيال ريكاردو | سباق ريد بُل - تاغ هوير | حلبة مدينة باكو | نقل     |
| 2018 | لويس هاميلتون  | مرسيدس                 | حلبة مدينة باكو | نقل     |
| 2019 | فالتيري بوتاس  | مرسيدس                 | حلبة مدينة باكو | نقل     |